# Mitterbach am Erlaufsee
Mitterbach am Erlaufsee är en ort (även benämnd Mitterbach-Seerotte) och kommun  i Österrike. Den ligger i distriktet Lilienfeld i förbundslandet Niederösterreich, 90 km sydväst om huvudstaden Wien. 
Kommunen består av två orter (Ortschaften) (inom parentes invånarantal 1 januari 2024):
- Josefsrotte (127)
- Mitterbach-Seerotte (354)

Orten Mitterbach-Seerotte ligger vid gränsen till Steiermark och järnvägsstationen Mitterbach am Erlaufsee ligger i Mariazell kommun på andra sidan gränsen.